# تشو ليا
تشوي جيسو معروفة بأسمها الفني ليا، هي مغنية كورية جنوبية وعضوة في فرقة الفتيات إتزي تحت جاي واي بي إنترتينمنت.

## نبذة
ولدت في إنتشون، كوريا الجنوبية ولكنها نشأت في كندا، ثم عادت إلى كوريا الجنوبية لتصبح مغنية.

## روابط خارجية
- تشو ليا على موقع IMDb (الإنجليزية)
- تشو ليا على موقع ميوزك برينز (الإنجليزية)